# 6 uur van Spa-Francorchamps 2025
De 6 uur van Spa-Francorchamps 2025 was de derde race van het FIA World Endurance Championship-seizoen 2025. De race werd verreden op 10 mei 2025 op het Circuit de Spa-Francorchamps nabij Spa, België.
De race werd gewonnen door de Ferrari AF Corse #51 van James Calado, Antonio Giovinazzi en Alessandro Pier Guidi. De LMGT3-klasse werd gewonnen door de Vista AF Corse #21 van François Hériau, Simon Mann en Alessio Rovera.

## Inschrijvingen
Er waren 36 auto's ingeschreven voor de race, bestaande uit achttien in de Hypercar-klasse en achttien in de LMGT3-klasse. In de Hypercar-klasse verving Porsche Penske Motorsport in beide auto's een coureur. In de #5 werd Mathieu Jaminet vervangen door Nico Müller, terwijl in de #6 Pascal Wehrlein de plaats van Matt Campbell innam, allebei om zich voor te bereiden op de 24 uur van Le Mans. Daarnaast reed het BMW M Team WRT in beide inschrijvingen met twee coureurs, aangezien Dries Vanthoor uit de #15 en Sheldon van der Linde uit de #20 deelnamen aan het IMSA SportsCar Championship.
In de LMGT3-klasse voerde Iron Lynx diverse coureurswisselingen door. In de #60 werden Matteo Cressoni en Claudio Schiavoni vervangen door zoon en vader Brenton en Stephen Grove. Schiavoni was afwezig vanwege een blessure, terwijl Cressoni plaats maakte om de andere coureurs voor te bereiden op de 24 uur van Le Mans. In de #61 werd Christian Ried vervangen door Martin Berry omdat hij zijn taken als coureur niet langer kon combineren met die van teambaas. Tevens was Ben Barnicoat nog niet terug van een handblessure in de #78 Akkodis ASP Team. Zijn vervanger Esteban Masson werd in deze race weer vervangen door Yuichi Nakayama.

## Kwalificatie
Tijden vetgedrukt betekent de snelste tijd in die klasse.
| Pos. | Klasse   | No. | Team                      | Kwalificatie | Hyperpole | Grid |
| ---- | -------- | --- | ------------------------- | ------------ | --------- | ---- |
| 1    | Hypercar | 50  | Ferrari AF Corse          | 2:00.108     | 1:59.617  | 1    |
| 2    | Hypercar | 83  | AF Corse                  | 2:00.539     | 1:59.964  | 2    |
| 3    | Hypercar | 51  | Ferrari AF Corse          | 2:00.576     | 2:00.201  | 3    |
| 4    | Hypercar | 94  | Peugeot TotalEnergies     | 2:01.387     | 2:00.218  | 4    |
| 5    | Hypercar | 12  | Cadillac Hertz Team Jota  | 2:01.073     | 2:00.246  | 5    |
| 6    | Hypercar | 36  | Alpine Endurance Team     | 2:00.965     | 2:00.368  | 6    |
| 7    | Hypercar | 93  | Peugeot TotalEnergies     | 2:00.448     | 2:00.440  | 7    |
| 8    | Hypercar | 20  | BMW M Team WRT            | 2:01.162     | 2:00.456  | 8    |
| 9    | Hypercar | 35  | Alpine Endurance Team     | 2:01.220     | 2:00.763  | 9    |
| 10   | Hypercar | 38  | Cadillac Hertz Team Jota  | 2:01.326     | 2:00.887  | 10   |
| 11   | Hypercar | 15  | BMW M Team WRT            | 2:01.410     |           | 11   |
| 12   | Hypercar | 6   | Porsche Penske Motorsport | 2:01.512     |           | 12   |
| 13   | Hypercar | 5   | Porsche Penske Motorsport | 2:01.588     |           | 13   |
| 14   | Hypercar | 99  | Proton Competition        | 2:01.837     |           | 14   |
| 15   | Hypercar | 8   | Toyota Gazoo Racing       | 2:01.908     |           | 15   |
| 16   | Hypercar | 7   | Toyota Gazoo Racing       | 2:01.911     |           | 16   |
| 17   | Hypercar | 007 | Aston Martin THOR Team    | 2:02.282     |           | 17   |
| 18   | Hypercar | 009 | Aston Martin THOR Team    | 2:02.403     |           | 18   |
| 19   | LMGT3    | 78  | Akkodis ASP Team          | 2:19.497     | 2:17.732  | 19   |
| 20   | LMGT3    | 10  | Racing Spirit of Léman    | 2:19.736     | 2:18.008  | 20   |
| 21   | LMGT3    | 77  | Proton Competition        | 2:19.757     | 2:18.016  | 21   |
| 22   | LMGT3    | 88  | Proton Competition        | 2:19.390     | 2:18.229  | 22   |
| 23   | LMGT3    | 54  | Vista AF Corse            | 2:19.753     | 2:18.288  | 23   |
| 24   | LMGT3    | 27  | Heart of Racing Team      | 2:19.652     | 2:18.314  | 24   |
| 25   | LMGT3    | 21  | Vista AF Corse            | 2:19.223     | 2:18.456  | 25   |
| 26   | LMGT3    | 92  | Manthey 1st Phorm         | 2:19.265     | 2:18.917  | 26   |
| 27   | LMGT3    | 46  | Team WRT                  | 2:19.733     | 2:19.753  | 27   |
| 28   | LMGT3    | 87  | Akkodis ASP Team          | 2:19.276     | Geen tijd | 28   |
| 29   | LMGT3    | 81  | TF Sport                  | 2:20.215     |           | 29   |
| 30   | LMGT3    | 31  | The Bend Team WRT         | 2:20.252     |           | 30   |
| 31   | LMGT3    | 85  | Iron Dames                | 2:20.320     |           | 31   |
| 32   | LMGT3    | 95  | United Autosports         | 2:20.482     |           | 32   |
| 33   | LMGT3    | 61  | Iron Lynx                 | 2:20.539     |           | 33   |
| 34   | LMGT3    | 59  | United Autosports         | 2:20.857     |           | 34   |
| 35   | LMGT3    | 33  | TF Sport                  | 2:21.184     |           | 35   |
| 36   | LMGT3    | 60  | Iron Lynx                 | 2:25.211     |           | 36   |

## Uitslag
Winnaars in hun klasse zijn vetgedrukt.
| Pos. | Klasse   | No. | Team                      | Coureurs                                              | Chassis                           | Banden | Ronden | Tijd/Reden  |
| Pos. | Klasse   | No. | Team                      | Coureurs                                              | Motor                             | Banden | Ronden | Tijd/Reden  |
| ---- | -------- | --- | ------------------------- | ----------------------------------------------------- | --------------------------------- | ------ | ------ | ----------- |
| 1    | Hypercar | 51  | Ferrari AF Corse          | James Calado Antonio Giovinazzi Alessandro Pier Guidi | Ferrari 499P                      | M      | 150    | 6:01:07.299 |
| 1    | Hypercar | 51  | Ferrari AF Corse          | James Calado Antonio Giovinazzi Alessandro Pier Guidi | Ferrari F163 3.0 L Turbo V6       | M      | 150    | 6:01:07.299 |
| 2    | Hypercar | 50  | Ferrari AF Corse          | Antonio Fuoco Miguel Molina Nicklas Nielsen           | Ferrari 499P                      | M      | 150    | +4.229      |
| 2    | Hypercar | 50  | Ferrari AF Corse          | Antonio Fuoco Miguel Molina Nicklas Nielsen           | Ferrari F163 3.0 L Turbo V6       | M      | 150    | +4.229      |
| 3    | Hypercar | 36  | Alpine Endurance Team     | Jules Gounon Frédéric Makowiecki Mick Schumacher      | Alpine A424                       | M      | 150    | +5.148      |
| 3    | Hypercar | 36  | Alpine Endurance Team     | Jules Gounon Frédéric Makowiecki Mick Schumacher      | Alpine 3.4 L Turbo V6             | M      | 150    | +5.148      |
| 4    | Hypercar | 8   | Toyota Gazoo Racing       | Sébastien Buemi Brendon Hartley Ryō Hirakawa          | Toyota GR010 Hybrid               | M      | 150    | +32.760     |
| 4    | Hypercar | 8   | Toyota Gazoo Racing       | Sébastien Buemi Brendon Hartley Ryō Hirakawa          | Toyota 3.5 L Turbo V6             | M      | 150    | +32.760     |
| 5    | Hypercar | 12  | Cadillac Hertz Team Jota  | Alex Lynn Norman Nato Will Stevens                    | Cadillac V-Series.R               | M      | 150    | +35.966     |
| 5    | Hypercar | 12  | Cadillac Hertz Team Jota  | Alex Lynn Norman Nato Will Stevens                    | Cadillac LMC55R 5.5L V8           | M      | 150    | +35.966     |
| 6    | Hypercar | 38  | Cadillac Hertz Team Jota  | Earl Bamber Sébastien Bourdais Jenson Button          | Cadillac V-Series.R               | M      | 150    | +45.357     |
| 6    | Hypercar | 38  | Cadillac Hertz Team Jota  | Earl Bamber Sébastien Bourdais Jenson Button          | Cadillac LMC55R 5.5L V8           | M      | 150    | +45.357     |
| 7    | Hypercar | 7   | Toyota Gazoo Racing       | Mike Conway Kamui Kobayashi Nyck de Vries             | Toyota GR010 Hybrid               | M      | 150    | +46.022     |
| 7    | Hypercar | 7   | Toyota Gazoo Racing       | Mike Conway Kamui Kobayashi Nyck de Vries             | Toyota 3.5 L Turbo V6             | M      | 150    | +46.022     |
| 8    | Hypercar | 35  | Alpine Endurance Team     | Paul-Loup Chatin Ferdinand Habsburg Charles Milesi    | Alpine A424                       | M      | 150    | +52.011     |
| 8    | Hypercar | 35  | Alpine Endurance Team     | Paul-Loup Chatin Ferdinand Habsburg Charles Milesi    | Alpine 3.4 L Turbo V6             | M      | 150    | +52.011     |
| 9    | Hypercar | 6   | Porsche Penske Motorsport | Kévin Estre Laurens Vanthoor Pascal Wehrlein          | Porsche 963                       | M      | 150    | +1:01.871   |
| 9    | Hypercar | 6   | Porsche Penske Motorsport | Kévin Estre Laurens Vanthoor Pascal Wehrlein          | Porsche 9RD 4.6 L Turbo V8        | M      | 150    | +1:01.871   |
| 10   | Hypercar | 15  | BMW M Team WRT            | Kevin Magnussen Raffaele Marciello                    | BMW M Hybrid V8                   | M      | 150    | +1:17.326   |
| 10   | Hypercar | 15  | BMW M Team WRT            | Kevin Magnussen Raffaele Marciello                    | BMW P66/3 4.0 L Turbo V8          | M      | 150    | +1:17.326   |
| 11   | Hypercar | 93  | Peugeot TotalEnergies     | Mikkel Jensen Paul di Resta Jean-Éric Vergne          | Peugeot 9X8                       | M      | 150    | +1:17.976   |
| 11   | Hypercar | 93  | Peugeot TotalEnergies     | Mikkel Jensen Paul di Resta Jean-Éric Vergne          | Peugeot X6H 2.6 L Turbo V6        | M      | 150    | +1:17.976   |
| 12   | Hypercar | 5   | Porsche Penske Motorsport | Julien Andlauer Michael Christensen Nico Müller       | Porsche 963                       | M      | 150    | +1:27.554   |
| 12   | Hypercar | 5   | Porsche Penske Motorsport | Julien Andlauer Michael Christensen Nico Müller       | Porsche 9RD 4.6 L Turbo V8        | M      | 150    | +1:27.554   |
| 13   | Hypercar | 007 | Aston Martin THOR Team    | Tom Gamble Harry Tincknell                            | Aston Martin Valkyrie             | M      | 150    | +1:48.439   |
| 13   | Hypercar | 007 | Aston Martin THOR Team    | Tom Gamble Harry Tincknell                            | Aston Martin-Cosworth RA 6.5L V12 | M      | 150    | +1:48.439   |
| 14   | Hypercar | 009 | Aston Martin THOR Team    | Alex Riberas Marco Sørensen                           | Aston Martin Valkyrie             | M      | 149    | +1 ronde    |
| 14   | Hypercar | 009 | Aston Martin THOR Team    | Alex Riberas Marco Sørensen                           | Aston Martin-Cosworth RA 6.5L V12 | M      | 149    | +1 ronde    |
| 15   | LMGT3    | 21  | Vista AF Corse            | François Hériau Simon Mann Alessio Rovera             | Ferrari 296 GT3                   | G      | 137    | +13 ronden  |
| 15   | LMGT3    | 21  | Vista AF Corse            | François Hériau Simon Mann Alessio Rovera             | Ferrari F163CE 3.0 L Turbo V6     | G      | 137    | +13 ronden  |
| 16   | LMGT3    | 88  | Proton Competition        | Stefano Gattuso Giammarco Levorato Dennis Olsen       | Ford Mustang GT3                  | G      | 137    | +13 ronden  |
| 16   | LMGT3    | 88  | Proton Competition        | Stefano Gattuso Giammarco Levorato Dennis Olsen       | Ford Coyote 5.4 L V8              | G      | 137    | +13 ronden  |
| 17   | LMGT3    | 54  | Vista AF Corse            | Francesco Castellacci Thomas Flohr Davide Rigon       | Ferrari 296 GT3                   | G      | 137    | +13 ronden  |
| 17   | LMGT3    | 54  | Vista AF Corse            | Francesco Castellacci Thomas Flohr Davide Rigon       | Ferrari F163CE 3.0 L Turbo V6     | G      | 137    | +13 ronden  |
| 18   | LMGT3    | 77  | Proton Competition        | Ben Barker Bernardo Sousa Ben Tuck                    | Ford Mustang GT3                  | G      | 137    | +13 ronden  |
| 18   | LMGT3    | 77  | Proton Competition        | Ben Barker Bernardo Sousa Ben Tuck                    | Ford Coyote 5.4 L V8              | G      | 137    | +13 ronden  |
| 19   | LMGT3    | 27  | Heart of Racing Team      | Mattia Drudi Ian James Zacharie Robichon              | Aston Martin Vantage AMR GT3 Evo  | G      | 136    | +14 ronden  |
| 19   | LMGT3    | 27  | Heart of Racing Team      | Mattia Drudi Ian James Zacharie Robichon              | Aston Martin M177 4.0 L Turbo V8  | G      | 136    | +14 ronden  |
| 20   | LMGT3    | 10  | Racing Spirit of Léman    | Eduardo Barrichello Derek DeBoer Valentin Hasse-Clot  | Aston Martin Vantage AMR GT3 Evo  | G      | 136    | +14 ronden  |
| 20   | LMGT3    | 10  | Racing Spirit of Léman    | Eduardo Barrichello Derek DeBoer Valentin Hasse-Clot  | Aston Martin M177 4.0 L Turbo V8  | G      | 136    | +14 ronden  |
| 21   | LMGT3    | 92  | Manthey 1st Phorm         | Ryan Hardwick Richard Lietz Riccardo Pera             | Porsche 911 GT3 R (992)           | G      | 136    | +14 ronden  |
| 21   | LMGT3    | 92  | Manthey 1st Phorm         | Ryan Hardwick Richard Lietz Riccardo Pera             | Porsche M97/80 4.2 L Flat-6       | G      | 136    | +14 ronden  |
| 22   | LMGT3    | 78  | Akkodis ASP Team          | Finn Gehrsitz Yuichi Nakayama Arnold Robin            | Lexus RC F GT3                    | G      | 136    | +14 ronden  |
| 22   | LMGT3    | 78  | Akkodis ASP Team          | Finn Gehrsitz Yuichi Nakayama Arnold Robin            | Lexus 2UR-GSE 5.0 L V8            | G      | 136    | +14 ronden  |
| 23   | LMGT3    | 46  | Team WRT                  | Ahmad Al Harthy Kelvin van der Linde Valentino Rossi  | BMW M4 GT3                        | G      | 136    | +14 ronden  |
| 23   | LMGT3    | 46  | Team WRT                  | Ahmad Al Harthy Kelvin van der Linde Valentino Rossi  | BMW P58 3.0 L Turbo I6            | G      | 136    | +14 ronden  |
| 24   | LMGT3    | 85  | Iron Dames                | Rahel Frey Michelle Gatting Célia Martin              | Porsche 911 GT3 R (992)           | G      | 136    | +14 ronden  |
| 24   | LMGT3    | 85  | Iron Dames                | Rahel Frey Michelle Gatting Célia Martin              | Porsche M97/80 4.2 L Flat-6       | G      | 136    | +14 ronden  |
| 25   | LMGT3    | 61  | Iron Lynx                 | Martin Berry Lin Hodenius Maxime Martin               | Mercedes-AMG GT3 Evo              | G      | 136    | +14 ronden  |
| 25   | LMGT3    | 61  | Iron Lynx                 | Martin Berry Lin Hodenius Maxime Martin               | Mercedes-AMG M159 6.2 L V8        | G      | 136    | +14 ronden  |
| 26   | LMGT3    | 60  | Iron Lynx                 | Matteo Cairoli Brenton Grove Stephen Grove            | Mercedes-AMG GT3 Evo              | G      | 136    | +14 ronden  |
| 26   | LMGT3    | 60  | Iron Lynx                 | Matteo Cairoli Brenton Grove Stephen Grove            | Mercedes-AMG M159 6.2 L V8        | G      | 136    | +14 ronden  |
| 27   | LMGT3    | 33  | TF Sport                  | Jonny Edgar Daniel Juncadella Ben Keating             | Chevrolet Corvette Z06 GT3.R      | G      | 136    | +14 ronden  |
| 27   | LMGT3    | 33  | TF Sport                  | Jonny Edgar Daniel Juncadella Ben Keating             | Chevrolet LT6 5.5 L V8            | G      | 136    | +14 ronden  |
| 28   | LMGT3    | 81  | TF Sport                  | Rui Andrade Charlie Eastwood Tom Van Rompuy           | Chevrolet Corvette Z06 GT3.R      | G      | 136    | +14 ronden  |
| 28   | LMGT3    | 81  | TF Sport                  | Rui Andrade Charlie Eastwood Tom Van Rompuy           | Chevrolet LT6 5.5 L V8            | G      | 136    | +14 ronden  |
| 29   | LMGT3    | 59  | United Autosports         | Sébastien Baud James Cottingham Grégoire Saucy        | McLaren 720S GT3 Evo              | G      | 133    | +17 ronden  |
| 29   | LMGT3    | 59  | United Autosports         | Sébastien Baud James Cottingham Grégoire Saucy        | McLaren M840T 4.0 L Turbo V8      | G      | 133    | +17 ronden  |
| 30   | Hypercar | 83  | AF Corse                  | Philip Hanson Robert Kubica Ye Yifei                  | Ferrari 499P                      | M      | 111    | +39 ronden  |
| 30   | Hypercar | 83  | AF Corse                  | Philip Hanson Robert Kubica Ye Yifei                  | Ferrari F163 3.0 L Turbo V6       | M      | 111    | +39 ronden  |
| DNF  | Hypercar | 20  | BMW M Team WRT            | Robin Frijns René Rast                                | BMW M Hybrid V8                   | M      | 132    | Remmen      |
| DNF  | Hypercar | 20  | BMW M Team WRT            | Robin Frijns René Rast                                | BMW P66/3 4.0 L Turbo V8          | M      | 132    | Remmen      |
| DNF  | Hypercar | 94  | Peugeot TotalEnergies     | Loïc Duval Malthe Jakobsen Stoffel Vandoorne          | Peugeot 9X8                       | M      | 99     | Ongeluk     |
| DNF  | Hypercar | 94  | Peugeot TotalEnergies     | Loïc Duval Malthe Jakobsen Stoffel Vandoorne          | Peugeot X6H 2.6 L Turbo V6        | M      | 99     | Ongeluk     |
| DNF  | LMGT3    | 95  | United Autosports         | Sean Gelael Darren Leung Marino Sato                  | McLaren 720S GT3 Evo              | G      | 68     | Ongeluk     |
| DNF  | LMGT3    | 95  | United Autosports         | Sean Gelael Darren Leung Marino Sato                  | McLaren M840T 4.0 L Turbo V8      | G      | 68     | Ongeluk     |
| DNF  | LMGT3    | 87  | Akkodis ASP Team          | José María López Clemens Schmid Răzvan Umbrărescu     | Lexus RC F GT3                    | G      | 29     | Mechanisch  |
| DNF  | LMGT3    | 87  | Akkodis ASP Team          | José María López Clemens Schmid Răzvan Umbrărescu     | Lexus 2UR-GSE 5.0 L V8            | G      | 29     | Mechanisch  |
| DNF  | LMGT3    | 31  | The Bend Team WRT         | Timur Boguslavskiy Augusto Farfus Yasser Shahin       | BMW M4 GT3                        | G      | 29     | Ongeluk     |
| DNF  | LMGT3    | 31  | The Bend Team WRT         | Timur Boguslavskiy Augusto Farfus Yasser Shahin       | BMW P58 3.0 L Turbo I6            | G      | 29     | Ongeluk     |
| DNF  | Hypercar | 99  | Proton Competition        | Neel Jani Nico Pino Nicolás Varrone                   | Porsche 963                       | M      | 22     | Technisch   |
| DNF  | Hypercar | 99  | Proton Competition        | Neel Jani Nico Pino Nicolás Varrone                   | Porsche 9RD 4.6 L Turbo V8        | M      | 22     | Technisch   |

## Tussenstanden na wedstrijd
Hypercar (coureurs)
| Pos | Coureur                                               | Punten |
| --- | ----------------------------------------------------- | ------ |
| 1   | James Calado Antonio Giovinazzi Alessandro Pier Guidi | 75     |
| 2   | Antonio Fuoco Miguel Molina Nicklas Nielsen           | 57     |
| 3   | Philip Hanson Robert Kubica Ye Yifei                  | 39     |
| 4   | Sébastien Buemi Brendon Hartley Ryō Hirakawa          | 37     |
| 5   | Jules Gounon Frédéric Makowiecki Mick Schumacher      | 30     |

Hypercar (constructeurs)
| Pos | Constructeur | Punten |
| --- | ------------ | ------ |
| 1   | Ferrari      | 136    |
| 2   | Toyota       | 71     |
| 3   | BMW          | 64     |
| 4   | Alpine       | 34     |
| 5   | Cadillac     | 29     |

Hypercar (teams)
| Pos | Nr | Constructeur       | Punten |
| --- | -- | ------------------ | ------ |
| 1   | 83 | AF Corse           | 88     |
| 2   | 99 | Proton Competition | 45     |

LMGT3
| Pos | Coureur                                         | Punten |
| --- | ----------------------------------------------- | ------ |
| 1   | Jonny Edgar Daniel Juncadella Ben Keating       | 44     |
| 2   | François Hériau Simon Mann Alessio Rovera       | 40     |
| 3   | Finn Gehrsitz Arnold Robin                      | 38     |
| 4   | Ryan Hardwick Richard Lietz Riccardo Pera       | 31     |
| 5   | Francesco Castellacci Thomas Flohr Davide Rigon | 31     |

LMGT3 (teams)
| Pos | Nr | Team              | Punten |
| --- | -- | ----------------- | ------ |
| 1   | 33 | TF Sport          | 44     |
| 2   | 21 | Vista AF Corse    | 40     |
| 3   | 78 | Akkodis ASP Team  | 38     |
| 4   | 92 | Manthey 1st Phorm | 31     |
| 5   | 54 | Vista AF Corse    | 31     |